# رالف مینگ
رالف مینگ (به آلمانی: Ralf Minge) بازیکن فوتبال و مهاجم اهل آلمان شرقی بود که از سال ۱۹۸۳ میلادی عضو تیم ملی فوتبال آلمان شرقی بوده‌است. وی در ۳۶ بازی ملی حضور داشته و در بازی‌های ملی‌اش ۸ گل به ثمر رساند. رالف مینگ آخرین بازی ملی خود را در سال ۱۹۸۹ میلادی انجام داد.